# Seguytabanus oldroydi
Seguytabanus oldroydi är en tvåvingeart som beskrevs av Renaud Maurice Adrien Paulian 1962. Seguytabanus oldroydi ingår i släktet Seguytabanus och familjen bromsar.
Artens utbredningsområde är Madagaskar. Inga underarter finns listade i Catalogue of Life.